# 三星寫手門
台灣三星電子「寫手門」事件，又稱三星寫手事件，是指台灣三星電子透過網絡打手進行產品行銷被揭發而衍生的事件。
2013年4月，民眾發現三星電子台灣分公司（公司統編：84899112）委託三星集團子公司鵬泰顧問有限公司（公司統編：28681442）進行網路的口碑行銷，聘請寫手或是自家員工假裝是網友分享三星手機的使用心得，企圖影響網路輿論，打擊競爭對手的品牌形象同時提升三星的品牌形象。
同年10月，中華民國公平交易委員會在調查後裁決，因嚴重違反「公平交易法第24條」規定，罰款台灣三星子公司1,000萬元、鵬泰300萬、商多利5萬元，也是臺灣第一件被罰的案件。

## 背景
南韓三星臺灣分公司涉嫌委託由三星電子集團屬下的鵬泰顧問公司進行產品宣傳，其手段包括疑似僱用員工（或工讀生），監控知名網站討論區的記錄，並指派員工假裝顧客發表購買心得分享或撰寫文章「自問自答」，企圖影響網路輿論，在打擊競爭對手的品牌形象同時提升三星的品牌形象，此行銷手法又被稱為病毒式行銷。其他國家亦曾發生部落客接受三星邀請前往德國柏林參與商展，後發現三星要求其協助宣傳後拒絕，因此遭到丟包的事件。該兩位部落客事後由諾基亞協助方得以返國。

## 事件經過

### 網站爆料
2013年4月1日，自稱曾經在2010年癱瘓「跆盟網站」的駭客「0xb」設立網站「TaiwanSamsungLeaks.org」，並撰寫一篇名為「台灣三星鵬泰驚人的騙術！」的文章，把疑似是南韓三星集團所屬臺灣分公司「台灣三星電子股份有限公司」和「鵬泰顧問公司」的內部行銷文件供網友下載。有關該份文件的討論串在台灣mobile01網站引起熱烈討論，但當日台灣三星並未作出任何回應。
4月2日，網站繼續公開更多資料，並在名為「論壇監控」的文章中公開四份文件，揭露三星鵬泰網路論壇監控的成效。同日台灣中天電視台新聞台節目「新聞龍捲風」以頭條報導事件，引起臺灣網友轉載。
4月3日，中天電視台的新聞龍捲風作出追蹤報導，除了分析事件外，更針對過去評測文章以及三星企業進行討論。台灣非凡電視台與臺灣電視公司亦透過網路新聞稿報導此事件，而台灣三星未作出任何回應。
4月4日，網站發佈最後一篇文章「今天不爆料」和公開一份名為「交接清單」的文件，內含各論壇「打手」的資料。在該網站公開的多份文件中均顯示鵬泰監控各知名網站討論區的記錄，又指派員工假裝顧客發表購買心得分享，提升韓國三星電子商品的品牌形象，同時也打擊競爭對手電子商品的品牌形象。網站創辦人同時指責三星利用此手段，置入性行銷，營造三星愛台灣假象。

### 台灣三星發表聲明
2013年4月5日，台灣三星電子於Facebook專頁上正式承認有公司員工在各大論壇誹謗競爭對手宏達電（HTC），並指情況「導因於公司員工對公司基本準則理解不足，未來將持續加強員工教育訓練，以防止再度發生」，同時又表示「已經停止所有在論壇發文回文的網路行銷操作」。在三星回應後亦有人持不同意見，其中台北文史工作者胡文琦則認為這是一件「已設好防火牆的超完美切割事件」，而三星是「得了便宜又賣乖」。
2013年4月6日，臺灣媒體大幅報導這項聲明。其後有網路媒體的專欄文章指出此聲明間接證明寫手門的真實性，並且質疑「三星不在粉絲人數較多的三星手機粉絲頁中張貼聲明，還一反以往公開發表的方式，為該則設定特別的觀看權限，顯然是想降低這份聲明文件的傳播。」
2013年4月8日，多家媒體報導三星新款高級智慧型手機將延後上市的消息，部分平面媒體認為是受到寫手門事件的影響，但三星立即發表聲明表示延後上市是為配合全球上市時間，與事件無關。

### 調查和後續
2013年4月15日，公平交易委員會主委吳秀明證實已接獲民眾檢舉，懷疑網路上攻擊宏達電（HTC）的言論是三星所為，而副主委孫立群則表示若事件涉及廣告虛偽不實，最高可處2,500萬元罰鍰。
2013年5月5日，雖然三星已經宣布「停止所有在論壇發文回文的網路行銷操作」，但有一名帳號為「deepdx21」的用戶在論壇mobile01發表「能不能請玩家分享一下S4的感想呢」，其後卻忘記登出帳號，用同一帳號在下面直接回答，被網友踢爆是自問自答。
2013年10月24日，中華民國公平交易委員會舉行新聞記者會說明，在分析了4萬多頁的資料後，調查出台灣三星電子股份有限公司與鵬泰顧問有限公司自民國96年至101年間在商業合約中合議，年度預估發言篇數等等操作網路輿論相關做法，讓三星公司隨時掌握執行動態便於行銷，並於委員會議通過，認定三星及其公關公司隱匿重要交易資訊，行銷手段欺罔且顯失公平，已構成《公平交易法》第24條規定「足以影響交易秩序」的違法要件，判罰款台灣三星電子1千萬元，受委託的鵬泰公司處300萬元、及商多利公司處5萬元。
2013年10月29日，公平交易委員會針對「部落格寫手門」舉辦演講，討論公平交易法第19條第3款（妨礙公平競爭之虞）、第21條（廣告行為）、第22 （陳述或散布不實情事，打擊對手）、第24條（匿名或隱匿部落格寫手與事業之關係），並以台灣三星公司的影響交易秩序為案例探討。
此事件也在中國大陸衍生出「工讀生」一詞，用於諷刺三星的網軍和極端粉絲。

## 延伸閱讀
- 蘋果日報：自問自答開箱 破解4大操作 （页面存档备份，存于）
- 蘋果日報：蘋果臥底 揭網路寫手 滲透56論壇 （页面存档备份，存于）
- 蘋果日報：短期大量好評 消費者應存疑 （页面存档备份，存于）

## 外部連結
- 爆料網站：TaiwanSamsungLeaks.org（存档）（繁體中文）